# Bailemos un vals
«Bailemos un vals» es una canción con la que José Vélez, representó a España en el Festival de la Canción de Eurovisión de 1978.

## Descripción
Tema que al igual que el ritmo de vals, del título, se rige por un compás de 3/4. La letra se refiere a un amor perdido, de nombre Michèle, y a la que el autor propondrá bailar un vals en su idioma francés. En este sentido, parte del estribillo (Voulez-vous danser avec moi - literalmente: Quiere bailar conmigo) está escrito en dicha lengua.

## En el Festival
Fue interpretada en Séptima posición, después de Il y aura toujours des violons, de Joël Prévost por Francia y antes de The Bad Old Days de Co-Co por Reino Unido. 
La canción quedó en novena posición de 20 participantes, habiendo recibido 65 puntos con la siguiente distribución:
- 12 puntos: Dinamarca.
- 8 puntos: Suiza.
- 7 puntos: Turquía, Finlandia y Austria.
- 6 puntos: Grecia e Israel.
- 4 puntos: Países Bajos y Mónaco.
- 2 puntos: Luxemburgo y Bélgica.

## Videoclip
Televisión española para la promoción del tema grabó un videoclip rodado en escenarios naturales de la Isla de Gran Canaria.

## Versiones
José Vélez grabó también la canción en lengua francesa bajo el título de Voulez-Vous Dancer avec Moi y en lengua alemana como Señorita wir sind ein Paar.
El presentador de televisión Arturo Valls realizó una imitación de Vélez interpretando el tema para el talent show Tu cara me suena en noviembre de 2013.